# Добрости
Добрости — деревня Зайцевского сельского поселения Крестецкого района Новгородской области.

## География
Деревня находится в 18 км от восточного берега озера Ильмень, в 10 км к юго-западу от деревни Зайцево и в 30 км к западу от посёлка Крестцы. Через территорию деревни протекают река Добростка и ручей Цыганский.

## Население
| 2002 | 2010 | 2013 |
| ---- | ---- | ---- |
| 87   | ↘61  | ↗65  |

## Культура
На территории деревни есть мемориал ВОВ. Через автодорогу 49К-11 расположено деревенское кладбище.